# Siam Shade
Siam Shade sunt o trupă de rock japonez formată în anul 1991.

## Membrii
- Hideki - Voce
- Kazuma - Chitară
- Daita - Chitară
- Natchin - Chitară bas
- Jun-ji - Baterie